# Bill Hagerty
William Francis Hagerty IV (nacido el 14 de agosto de 1959) es un político, diplomático y hombre de negocios estadounidense que se desempeña como senador junior de los Estados Unidos por Tennessee, después de haber sucedido a Lamar Alexander tras su victoria en las elecciones de 2020. Miembro del Partido Republicano, Hagerty fue el trigésimo embajador de Estados Unidos en Japón de 2017 a 2019.
Hagerty se postuló para el escaño en el Senado de los Estados Unidos que dejó vacante el también graduado de Vanderbilt Lamar Alexander en las elecciones de 2020. Ganó las primarias republicanas y derrotó a la candidata demócrata Marquita Bradshaw en las elecciones generales.